# Sottopeso

Grafico dell'Indice di massa corporea (IMC); la zona bianca indica la situazione di sottopeso.

Sottopeso è quella situazione in cui un essere umano si trova qualora pesi meno rispetto al suo peso forma.
Indicativamente una persona si può definire in sottopeso quando pesa il 90% rispetto al suo peso forma. L'IMC di una persona in sottopeso è, a seconda delle tabelle, inferiore a 19 (in genere per gli uomini) o a 18,5 (di solito per le donne). Per una valutazione migliore, tuttavia, è preferibile considerare anche percentuale di massa grassa.
Il sottopeso è lieve se l'IMC è tra 17,5 e 18,5, moderato con IMC tra 16 e 17,5 e grave se l'indice è al di sotto dei 16 kg/m²; in quest' ultimo caso il peso di una persona è generalmente inferiore al 75% del suo peso forma e siamo in una situazione di inedia. Quando invece il peso è inferiore della metà del normale, avviene la morte per fame. 
Nei bambini e nei ragazzi in fase di crescita, l'Indice di massa corporea ideale si attesta su valori leggermente più bassi rispetto agli adulti, regolati secondo le tabelle nazionali dei percentili di crescita dell'IMC; per definirsi sottopeso, essi devono trovarsi al di sotto del 10° percentile. 

## Cause e rimedi

### Magrezza costituzionale
Si tratta di individui dotati di un'ossatura piccola e debole, dall'aspetto longilineo. Il peso di queste persone può trovarsi al di sotto dei valori medi e, sebbene risultino in lieve sottopeso rispetto alle tabelle dell'IMC, la loro salute è generalmente buona, almeno finché il sottopeso resta appunto lieve. In questo caso la magrezza è dovuta sia ad una ridotta massa grassa (questi soggetti molto difficilmente accumulano grasso) ma anche ad una modesta massa magra. Un sano ed equilibrato aumento di peso è sempre consigliato in caso di magrezza costituzionale, e diventa strettamente necessario se il sottopeso è di entità più notevole e/o la salute generale della persona è fragile. Per il trattamento si ricorre a una dieta ipercalorica e sana (vanno comunque limitati zuccheri e grassi nocivi) insieme ad un'attività fisica regolare in palestra con i pesi: lo scopo è aumentare di peso aggiungendo più massa magra (muscoli) e solo in minima parte aggiungendo massa grassa. 

### Squilibri tra alimentazione e attività sportiva
Una dieta troppo restrittiva e ipocalorica (sotto le 2.000 calorie per gli uomini o sotto le 1.700 per le donne) è sicuramente causa della perdita di peso, che si manifesta in modo diverso a seconda del livello di attività fisica praticata. Persone sedentarie o poco attive che introducono una insufficiente quantità di nutrienti, vanno incontro più che altro ad una perdita di massa magra, mentre la massa grassa resta nella norma e difficilmente tende a diminuire (tranne in caso di malnutrizione prolungata), poiché il rallentato metabolismo di questi soggetti tende a difendere il più possibile le riserve di grasso; la ripresa di un regime alimentare anche solo normocalorico, soprattutto se non associato a nessun'attività fisica, può portare ad un sensibile aumento di peso, però solo a carico della massa grassa (si passerebbe da una condizione di sottopeso ad uno stato di latente sovrappeso!). 
Gli sportivi, invece, poiché hanno molta massa magra e quindi un elevato metabolismo, se seguono regimi troppo rigidi, perdono troppa massa grassa, diventando eccessivamente magri; in ogni caso, una dieta ipocalorica alla lunga deprime comunque la massa magra e toglie le energie necessarie per svolgere le attività quotidiane.

## Implicazioni sulla salute
È ormai abbondantemente risaputo che l'eccesso ponderale diminuisce l'aspettativa di vita perché innesta una serie di disturbi e malattie; tuttavia, lo stesso discorso è valido per chi ha un peso corporeo insufficiente anzi, un soggetto che si trova a 10kg in sottopeso, corre molti più rischi rispetto ad un altro che si trova a 10 kg in sovrappeso. 
Le problematiche principali legate al sottopeso sono: 
- Inibizione della crescita: bambini ed adolescenti sottopeso rischiano di non raggiungere il loro potenziale di crescita, a causa di squilibri ormonali, non raggiungendo né un'adeguata densità ossea, che in età adulta metterà a rischio di osteoporosi e fratture, né la prefissata statura.
- Rachitismo: condizione aggravata da una deficienza di vitamina D.
- Anemia: alterazione dei valori ematici normali, a causa di carenza di ferro o emoglobina; si manifesta con debolezza generale, stanchezza, sonnolenza, pallore, fatica cronica ed episodi di svenimento nei casi più gravi.
- Amenorrea : a prescindere dal peso corporeo, una percentuale di massa grassa troppo bassa blocca il ciclo mestruale nelle donne e può portare a infertilità.
- Calo delle difese immunitarie: lo scarso apporto energetico alla base del sottopeso comprende anche un'insufficienza vitaminica, indebolendo il sistema immunitario e rendendoci quindi più suscettibili ad allergie, malattie ed infezioni; da notare che il grasso ha una funzione protettiva e la sua scarsità indebolisce l'organismo.

## La sottoalimentazione
Una popolazione sottoalimentata (o sottonutrita) è una popolazione malnutrita o denutrita, in ogni caso si tratta di un popolo in cui mediamente le persone sono in sottopeso.
Tecnicamente si definiscono sottoalimentati gli individui che abbiano un apporto quotidiano inferiore alle 1.600 calorie al giorno (le calorie necessarie variano generalmente tra 1.800 e 3.000 a seconda del sesso, dell'età e dell'attività dell'individuo). Attualmente sono sottoalimentate più di 800 milioni di persone nel mondo.